# Hubble Ultra Deep Field

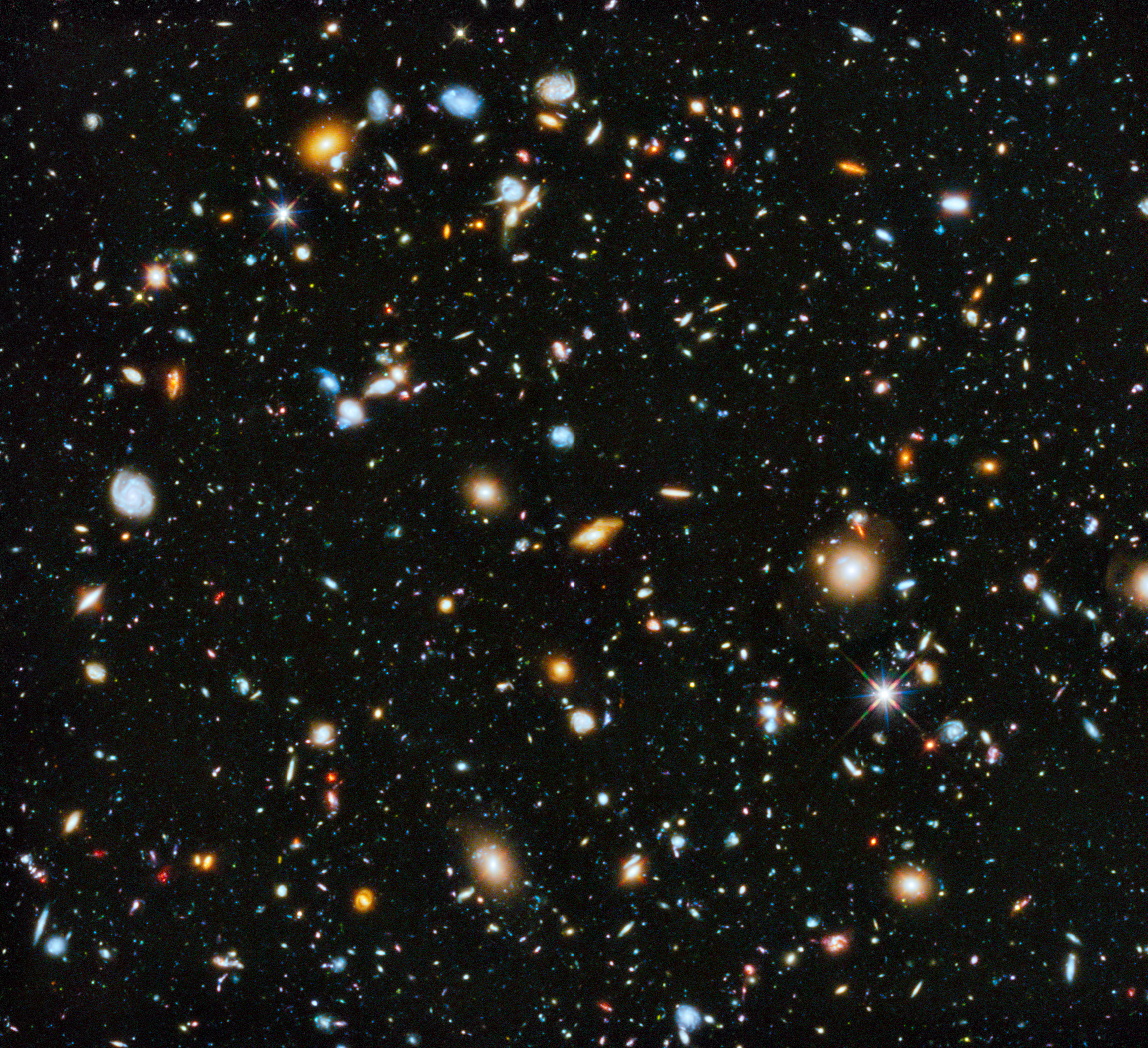
Imaginea Hubble Ultra-Deep Field (toată gama ultravioletă şi aproape-infraroșie), include unele dintre cele mai depărtate galaxii care au fost observate prin telescoape optice (iunie 2004).

Hubble Ultra-Deep Field („Câmpul Ultra-Profund Hubble”, abreviat HUDF) este o imagine ce surprinde o regiune foarte mică din spațiu, în constelația Cuptorul. Pentru realizarea sa, au fost acumulate date care au fost adunate în mai multe observații succesive în perioada 3 septembrie 2003 și 16 ianuarie 2004 de către Telescopul Spațial Hubble. 
Considerând distanța la care se află galaxiile respective, este posibil ca acestea să fie imortalizate chiar după Big Bang (acum 13 miliarde de ani). 